# 神美台スポーツ公園
神美台スポーツ公園（かみよしだいスポーツこうえん）は兵庫県豊岡市にあるテニスコートを核とする公立の屋外スポーツ施設。豊岡市立スポーツ施設のうちの一つ。

## 概要
1996年に開設した。同市で初めて砂入人工芝テニスコート10面と夜間照明を整備した兵庫県北部最大のテニススポーツ施設である。記念式典後にはプロテニスプレーヤーと地元選手との混合ダブルスの模範試合を実施した。
同施設にはテニスコートのほか、併設する管理棟には研修室（3室で構成）や会議室を備え、児童公園や観覧広場、乗用車74台・マイクロバス6台を収容する駐車場も整備されている。
管理棟には6クラブ202人（2009年4月現在）からなる豊岡市テニス協会事務局が置かれており、各種テニス教室やふれあいテニスを初め、豊岡市体育協会主催大会の開催や交流試合、当園の清掃などの活動を行っている。2005年7月に豊岡市体育協会の加盟団体として設立し、2007年4月には兵庫県テニス協会に加盟した。

## 沿革
- 1995年（平成7年）7月 - 工事に着手する
- 1996年（平成8年）8月8日 - 竣工式が挙行される
- 2005年（平成17年）7月 - 豊岡市テニス協会が発足する
- 2007年（平成19年）4月 - 豊岡市テニス協会が兵庫県テニス協会に加盟する

## 施設概要
- テニスコート 10面
- 管理棟
  - 第1研修室
  - 第2研修室
  - 第3研修室
  - 会議室
- 児童公園
- 観覧広場
- 駐車場 - 74台、マイクロバス6台

## 周辺施設
- 豊岡中核工業団地
- 豊岡市立神美小学校
- 豊岡神美郵便局